# Bruno Lietz

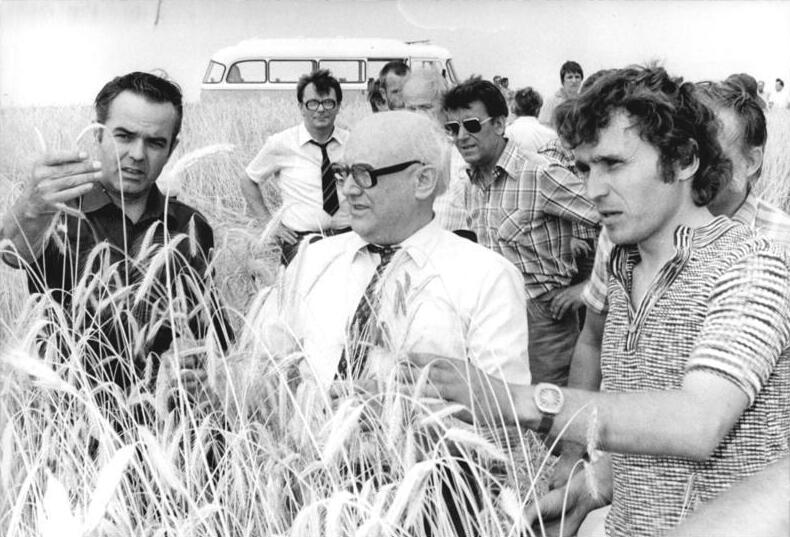
Bruno Lietz (midden) op bezoek op een collectieve boerderij (1983)

Bruno Lietz (Wormstedt, 22 november 1925 - 11 mei 2005) was minister voor land- en bosbouw in de DDR.
Lietz volgde tussen 1940 en 1943 een opleiding tot automonteur. In 1943 werd hij lid van de NSDAP en was tot 1945 soldaat bij de Wehrmacht.
Na de oorlog nam hij zijn baan als monteur weer op, maar hij werd ook politiek actief. Van 1952 tot 1954 was Lietz sectorhoofd voor politieke massa-arbeid bij het ministerie voor land- en bosbouw. Van 1954 tot 1961 werkte hij bij de afdeling landbouw van het Centraal Comité van de SED. Van 1961 tot 1972 was hij landbouwsecretaris bij het Bezirk Rostock.
In 1963 werd hij kandidaat-lid en in 1982 lid van het Centraal Comité van de SED. Van 1982 tot 1989 was hij minister van land- en bosbouw. Van 1986 tot 1990 was Lietz tevens lid van de Volkskammer.
- Gemeinsame Normdatei: 170285650
- International Standard Name Identifier: 0000 0003 5877 081X
- Virtual International Authority File: 211020518
- WorldCat: E39PBJkdkjHFdHcb7p3337y68C